# Жарський замково-палацовий комплекс
Жарський замково-палацовий комплекс (пол. Kompleks zamkowo-pałacowy w Żarach) — замок і палац у місті Жари, що історично належить до регіону Нижньої Лужиці, а в наш час знаходиться у Любуському воєводстві в Польщі.

## Історія
Дослідники припускають, що мурований замок в Жарах (відповідає нинішньому північному крилу) збудував у середині XIII століття Альбрехт Девін. З 1280 року Жари належали майсенській родині фон Паків. У 1320—1329 роках родина фон Паків збільшили садибу, добудувавши західне крило та вежу з півдня. Також було збудовано оборонні мури, тісно інтегровані з міськими мурами. У 1355 році місто стало власністю родини фон Біберштайнів, які спорудили тут замок, що отримав назву замок Біберштайн. Східне крило постало на початку XV століття. У середині XVI століття Ієронім Біберштайн та його брат Христофор перебудували замок у ренесансному стилі, в тому числі спорудивши клуатри з трьох сторін подвір'я, що мали багаті сграфітові декорації. У той час було споруджено також циліндричні склепіння з люнетами разом із ліпниною та художніми прикрасами. У 1558 році замок придбала родина фон Промніців. Зовнішній вигляд замкових фасадів походить приблизно з 1700 року. У той час також було перебудовано вежу у бароковому стилі. У 1710—1728 роках родина фон Промніців добудувала поруч із замком бароковий палац, який стали називати новим замком. З 1824 року у старому замку знаходилася в'язниця. У 1930 році тут було створено Регіональний музей Жарського повіту, який функціонував до 1945 року.
У 1945 році пожежа знищила обидві будівлі, після чого їх було лише покрито новим дахом.

## Сучасність
В наш час замок є добре збереженою руїною.
У жовтні 2019 року у вежі сталася пожежа, що повністю знищила дерев'яну надбудову. Залишки надбудови обвалилися на подвір'я, знищивши фрагмент даху та фасаду. Ймовірною причиною пожежі став підпал, враховуючи те, що будівлю не охороняли вже кілька років. Сам інцидент стався за кілька днів до передачі майна місту.

## Архітектура
Архітектурна форма замку, що поєднує готику та ренесанс, залишилася майже незмінною і донині. Чотири крила замку розташовані навколо внутрішнього подвір'я, яке з трьох боків оточують клуатри. Підземелля мають циліндричні склепіння, а кімнати — циліндричні склепіння з люнетами, прикрашеними ренесансною та бароковою ліпниною. Триповерхові крила мають багатосхилі дахи. Над комплексом домінує чотиристороння вежа, розташована у південному крилі.

## Світлини

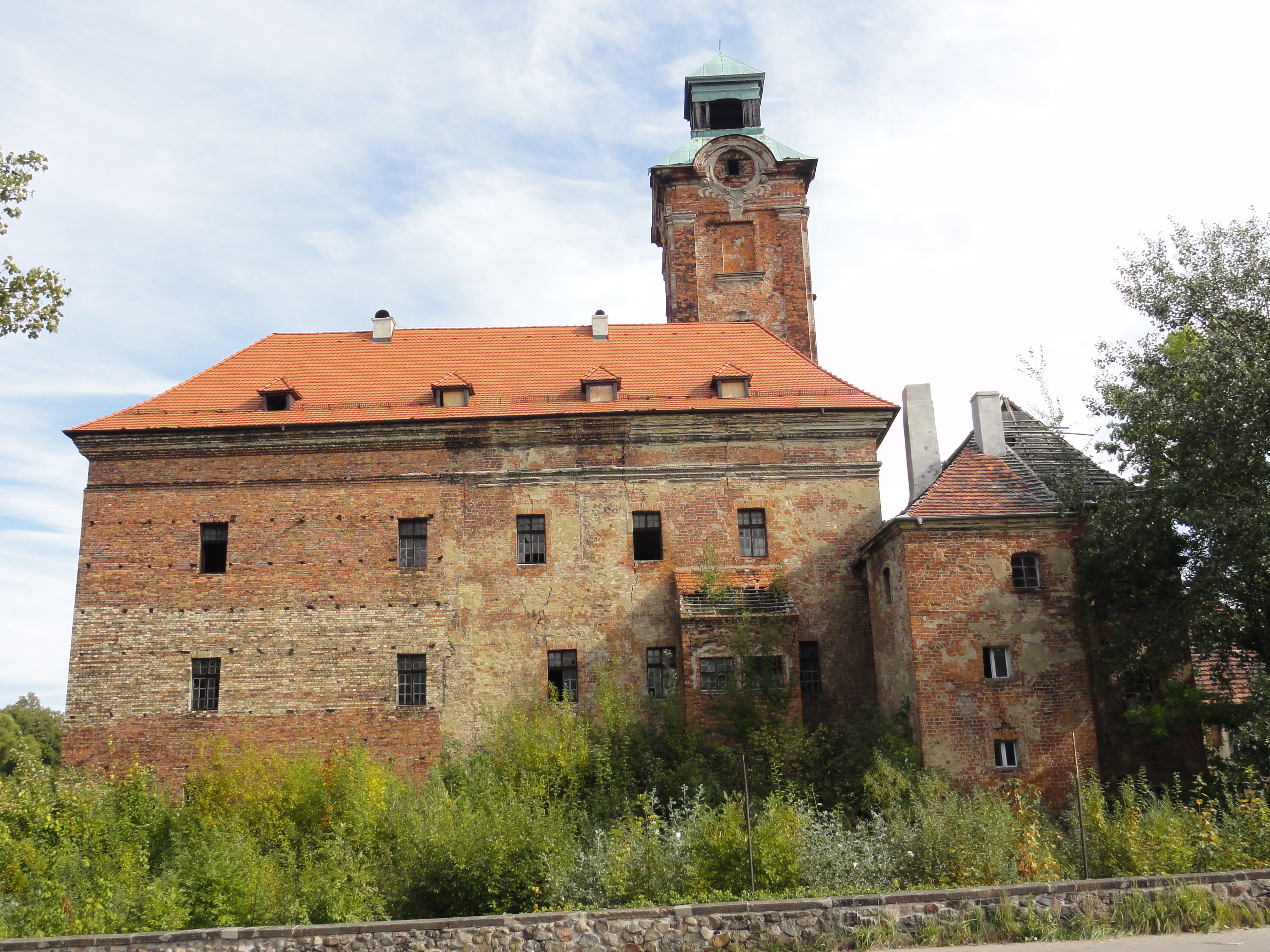
Східна стіна замку
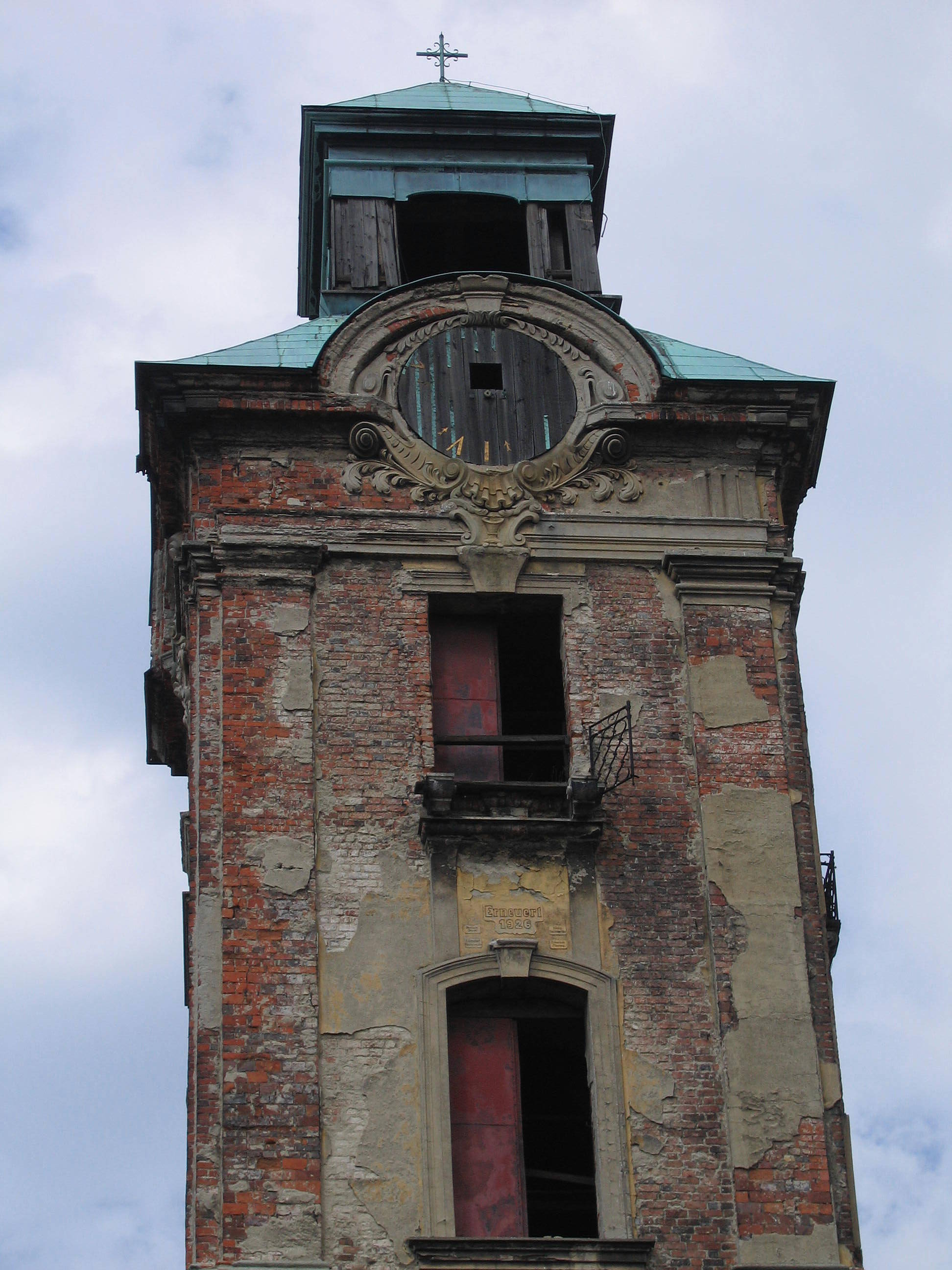
Вежа до пожежі
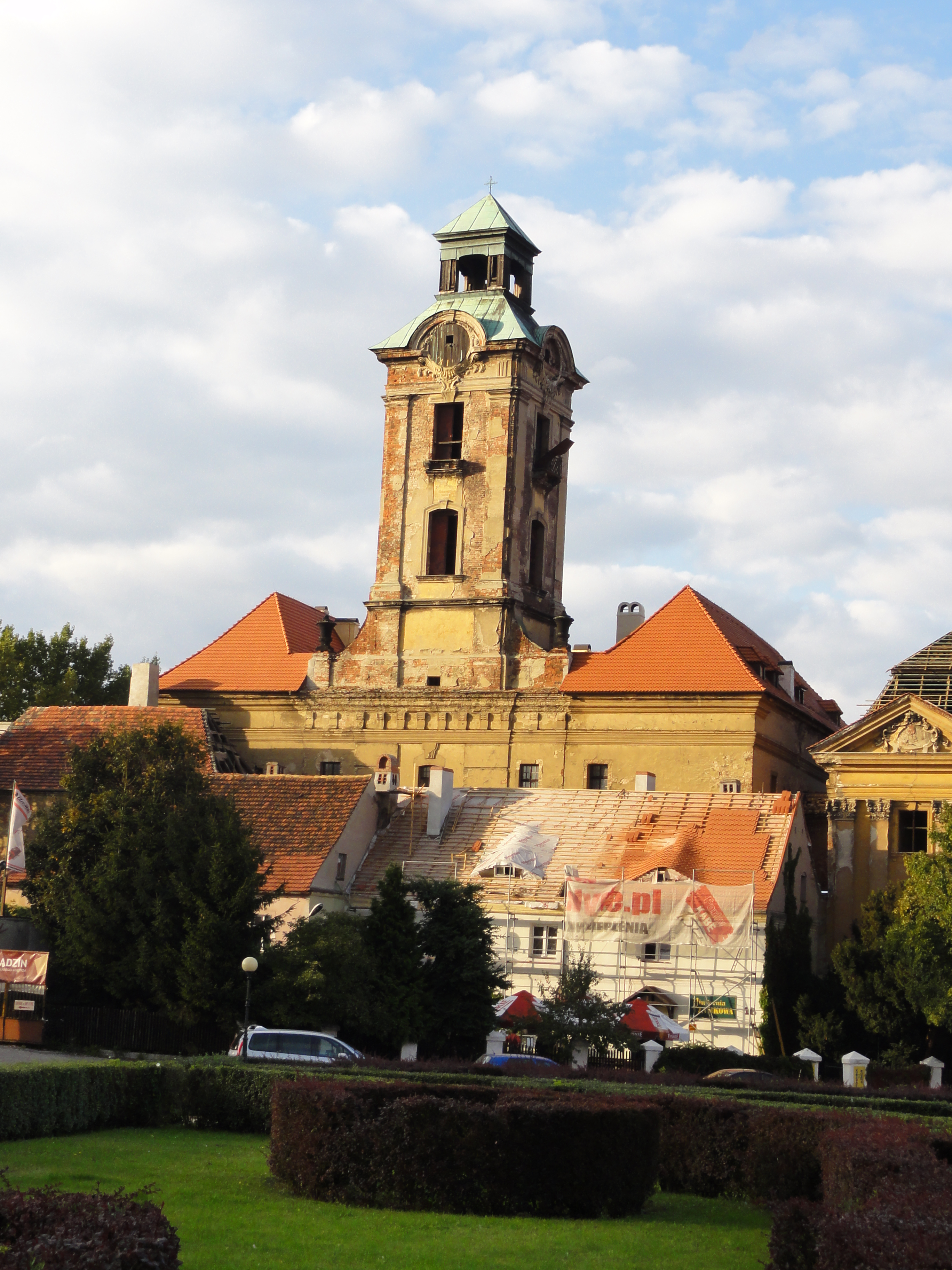
Вигляд замку